# Aenigmatanthera
Aenigmatanthera là một chi thực vật có hoa trong họ Malpighiaceae.

## Loài
Chi Aenigmatanthera gồm các loài: